# Owacja
Owacja (łac. ovatio) – nagroda przyznawana w starożytnym Rzymie zwycięskiemu wodzowi, hierarchicznie niższa od triumfu.
Owację obchodzono z o wiele mniejszym przepychem, a odbywający ją wódz przechodził przez miasto pieszo bądź też przejeżdżał konno. Ubrany był w ozdobną togę, skromniejszą niż w czasie triumfu, z mirtowym wieńcem na skroni (corona ovalis). Towarzyszyli mu fleciści.
Owacje przyznawano zazwyczaj w sytuacji wojny toczonej z wrogiem „niegodnym” (np. niewolnikom bądź piratom) albo nie wypowiedzianej w sposób formalny.
Zazwyczaj podczas owacji zwycięski wódz składał bogom w ofierze owcę.
Pierwsze w historii Rzymu prawo do owacji otrzymał konsul Kwintus Postumiusz Tubertus po zwycięstwie nad Sabinami.